# 坪井江里子
坪井 江里子（つぼい えりこ）は、1974年度ミス・ユニバース日本代表である。

## 来歴・人物
農林技官の父と表千家茶道教授の母を持つ。東京都港区出身。
二松学舎大学2年生だった20歳のときミス・ユニバースに応募し、関東地区代表となった。1974年（昭和49年）3月24日、大阪市のABCホールで開かれた日本大会で代表に選出された。大学では中国文学（中国古典）を専攻しており、剣道初段で、他にもテニス、スキー、ゴルフ、ダイビングとスポーツ万能で、茶道師範でもあった。同年7月にフィリピンのマニラで開かれた世界大会に出場したが、入賞を果たすことは出来なかった。